# Chevrolet 1955
La Chevrolet 1955 (parfois appelée « 55 Chevy ») est une automobile produite par le constructeur américain Chevrolet à l'automne 1954 pour l'année modèle 1955. Il était disponible en trois modèles : la 150, le 210 et le Bel Air.
La Chevrolet 1955 marque un tournant décisif dans l'histoire de Chevrolet, grâce à l'introduction d'un moteur V8 en option sur son nouveau modèle. Cet événement consacre le premier grand succès de la marque dans le domaine des moteurs à huit cylindres.  
Chevrolet avait déjà tenté, dès 1918, de produire une automobile munie d’un moteur V8. Ce véhicule, désigné sous l'appellation Chevrolet Series D, était pourvu d’un moteur à soupapes en tête de 4 719 mm2. Cette tentative s’avéra éphémère, ladite série ne demeurant en production qu'une seule année. 

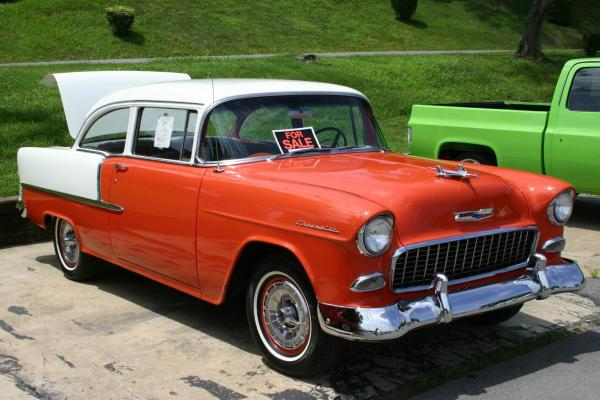
Chevrolet 210 Berline 2 portes 1955
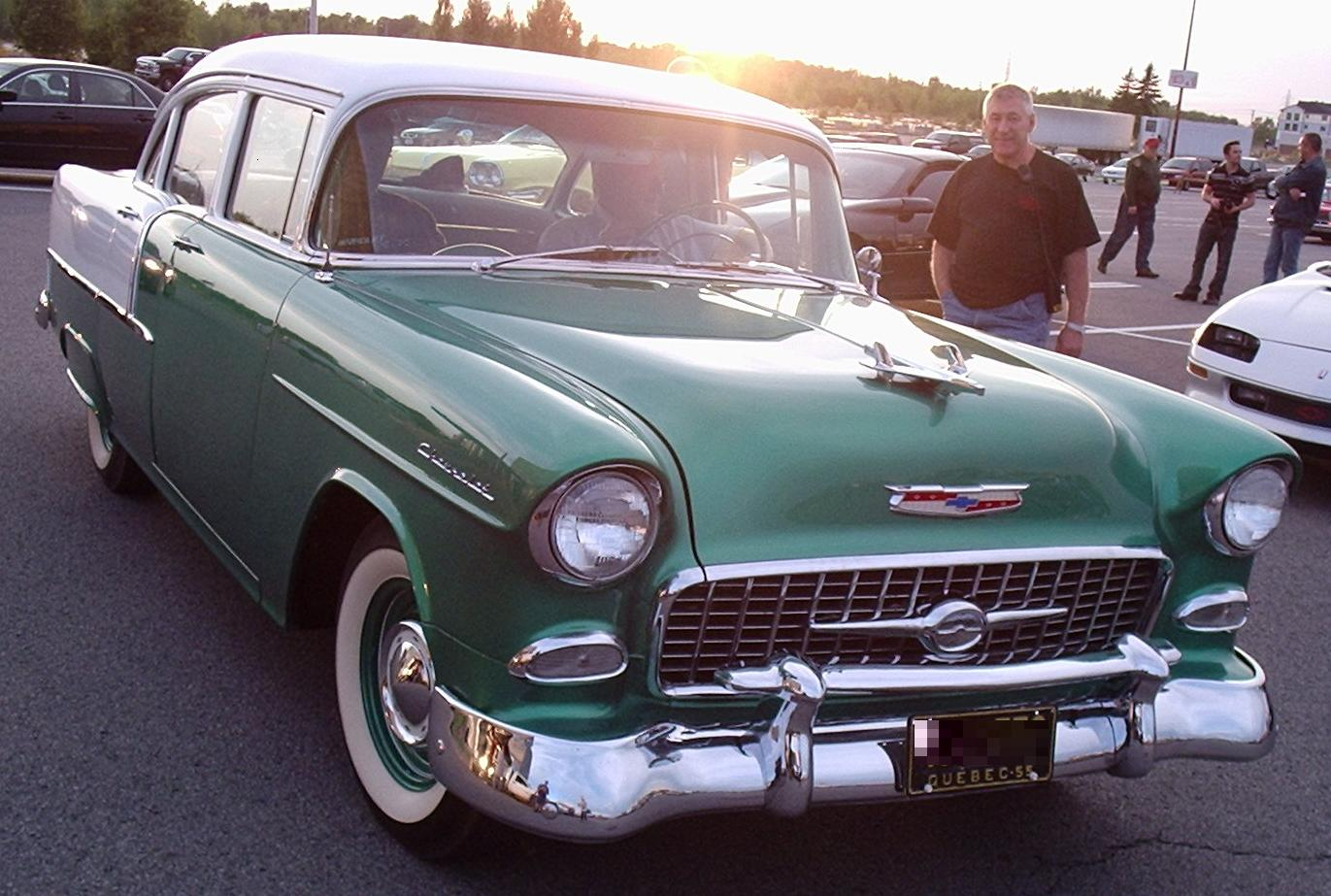
Chevrolet 210 Berline 4 portes 1955
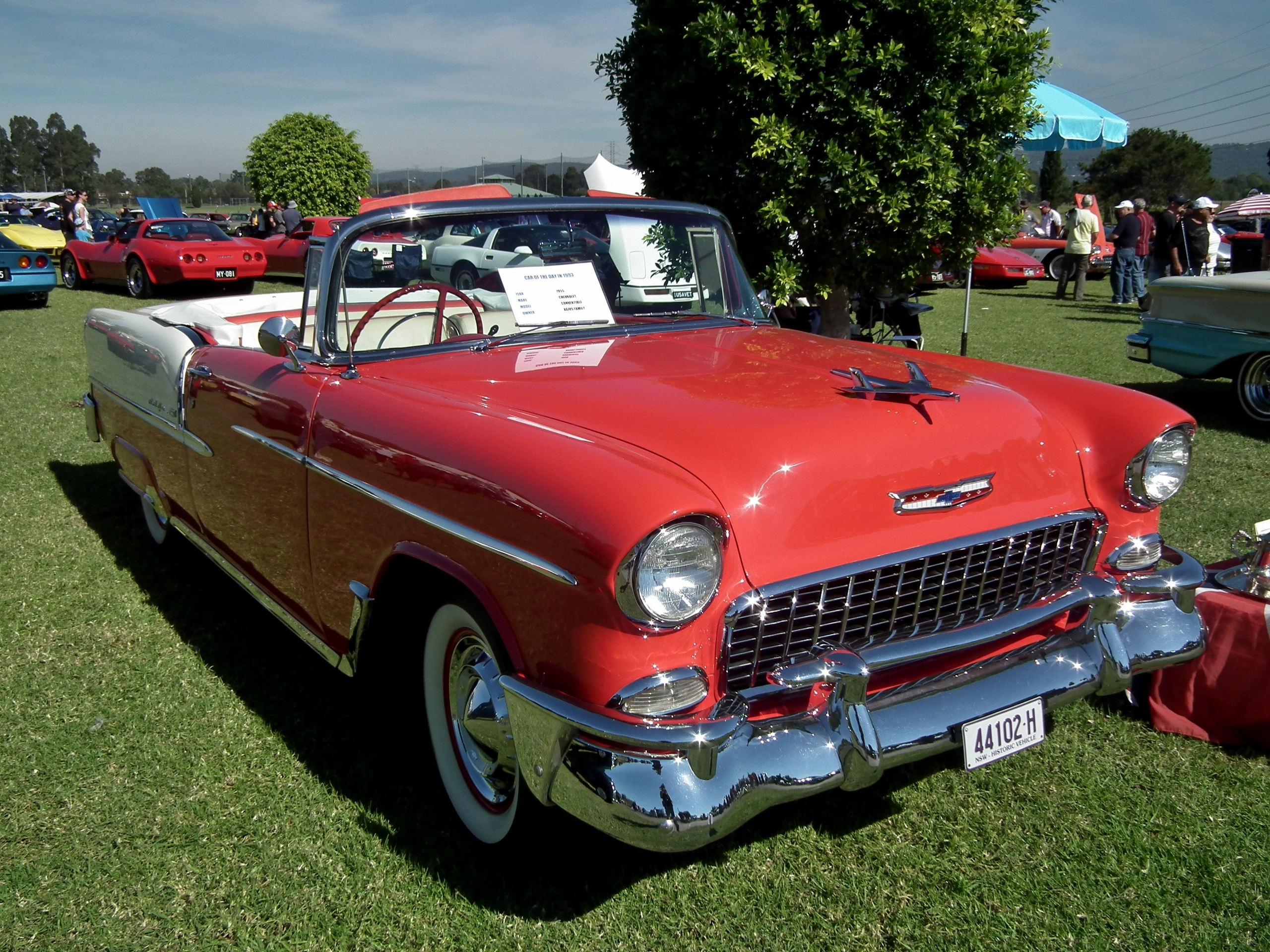
Chevrolet Bel Air décapotable 1955